# Zvirgzdene
Zvirgzdene (dawniej pol. Zwirdzin, Zwierdzin) – wieś na Łotwie w novadsie Lucyn, siedziba pagastsu Zvirgzdene, 4 km na północny zachód od Lucyna i 13 km na zachód od Cibli.

## Historia
Według przekazów m.in. rodzinnych majątek Zwirdzin miał otrzymać w 1596 roku pułkownik Michał Szadurski herbu Ciołek. Po nim dziedziczył te dobra jego syn Albrycht Szadurski, żonaty z Żardynówną, a następnie ich syn Władysław, cześnik inflancki, ożeniony z Sołtanówną pod koniec XVII wieku. Ich syn Jan Franciszek był kolejnym dziedzicem na tych włościach. Ożenił się z Karoliną Hylzenówną (lub Jadwigą Karoliną Hülsen von Eckeln), strościanką marienhaską. Kolejnymi właścicielami Zwirdzina byli: syn Jana Franciszka i Karoliny, Jan Szadurski (~1730–1771) ożeniony z Dorotą Niemirowicz-Szczytt herbu Jastrzębiec (1740–1801); ich syn Franciszek Ksawery (1764–?) żonaty z Franciszką Felkerzambówną; ich syn Stanisław (~1790–1870) żonaty z Katarzyną Szumowicz (~1800–1875). Po śmierci Stanisława ich córka Maria (~1830–1926) wniosła Zwirdzin i inne majątki swemu mężowi w posagu, Wacławowi Kazimierzowi Prószyńskiemu. Ich syn Stanisław (?–1914) zapisał Zwirdzin swej córce Elżbiecie (1902–?) późniejszej Gasiewiczowej, która mieszkała tu do 1925 roku i była ostatnią właścicielką majątku.
Po I rozbiorze Polski w 1772 roku Zwirdzin, wcześniej wchodząc w skład Polskich Inflant Rzeczypospolitej, znalazł się na terenie ujezdu lucyńskiego guberni witebskiej Imperium Rosyjskiego. Od końca I wojny światowej miejscowość należy do Łotwy, która w okresie 1940–1990, jako Łotewska Socjalistyczna Republika Radziecka, wchodziła w skład ZSRR.

## Nieistniejący dwór
Pierwszy znany dwór Szadurscy zbudowali tu w połowie XVIII wieku. Został on przebudowany przez Franciszka Szadurskiego około 1840 roku. Był to wtedy drewniany, parterowy dom z mieszkalnym poddaszem o dziewięciu osiach i prostokątnej podstawie. Wejście do domu miało formę drewnianego ganku z filarami i trójkątnym szczytem, prawdopodobnie dobudowanego na przełomie XIX i XX wieku. Cechą charakterystyczną elewacji ogrodowej była facjatka z prostokątnym oknem i okulusy. Dom był przykryty przez gontowy dach mansardowy z sygnaturką na szczycie.
Dom stał na wysokim brzegu jeziora Zwierdziańskiego. Do drzwi wejściowych prowadziła stara aleja lipowa. Od tylnej strony rozciągał się gazon oddzielony drogą od parku krajobrazowego obfitującego w liczne alejki i drzewa wielu gatunków. W ogrodzie stał lamus zbudowany z kamienia polnego, dalej, koło starego kurhanu urządzono cmentarzyk z grobami rodzinnymi osłonięty drzewami. Bliżej domu wybudowano (też około 1840 roku) z cegły parterową, otynkowaną oficynę.
Szadurscy ufundowali też w 1758 roku parafialny kościół katolicki.
Majątek Zwirdzin został opisany w 3. tomie Dziejów rezydencji na dawnych kresach Rzeczypospolitej Romana Aftanazego. 